# Myrmecia nobilis
Myrmecia nobilis är en myrart som först beskrevs av Clark 1943.  Myrmecia nobilis ingår i släktet bulldoggsmyror, och familjen myror. Inga underarter finns listade i Catalogue of Life.